# 國津則彦
國津 則彦（くにつ のりひこ、1947年4月28日 - ）は、日本の実業家。東武ビルマネジメント代表取締役社長を経て、東武百貨店代表取締役社長兼最高経営責任者。

## 人物・経歴
東京都出身。1970年日本大学経済学部経済学科卒業、東武鉄道入社。1998年鉄道事業本部営業部長。2002年取締役鉄道事業本部東上業務部長に昇格。2005年取締役兼東武ビル管理代表取締役社長。2006年東武ビルマネジメント代表取締役社長。2015年東武百貨店代表取締役CEO。2019年東武百貨店代表取締役CEO兼社長。東武宇都宮百貨店代表取締役CEO兼務。